# Masbate (miasto)

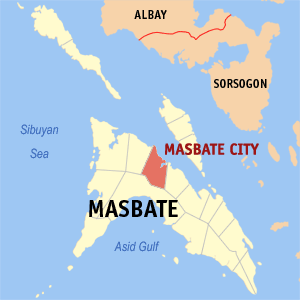
Położenie prowincji i miasta Masbate na wyspie Masbate

Masbate – miasto na Filipinach, na północno-wschodnim wybrzeżu wyspy Masbate, stolica prowincji Masbate. Według spisu ludności z maja 2020 roku, zamieszkiwało je 104 522 mieszkańców.
Miasto jest centrum handlu koprą, kukurydzą, rybami i bydłem. Posiada także niewielkie lotnisko i port morski.

## Współpraca
- Marikina, Filipiny
- Melilla, Hiszpania